# Лучше умереть, чем быть как Личита
«Лучше умереть, чем быть как Личита» (исп. Antes muerta que Lichita) — мексиканская теленовелла 2015 года, производства продюсера Роси Окампо для киностудии «Televisa», в главных ролях Майте Перрони, Арат де ла Торре, Ингрид Марц, Эдуардо Сантамарина и Шанталь Андере. Выход в эфир с 24 августа 2015 на «Canal de las Estrellas»..

## Сюжет
Личита работает в рекламном агентстве Iconika уже 10 лет, но чувствует себя недооцененной и незаметной. Она решает что-то изменить и превращается из офисной «девочки для битья» в наделенную властью Алисию. Однако восхождение на вершину никогда не бывает легким, и на этом пути она сталкивается с ситуациями, которые проверяют ее характер и ценности.

## В ролях

### Главные роли
- Майте Перрони — Алисия «Личита» Гутьеррес
- Арат де ла Торре — Роберто Дуарте
- Ингрид Марц — Лусиана де Толедо-и-Мондрагон Ирибаррен
- Эдуардо Сантамарина — Аугусто де Толедо-и-Мондрагон
- Шанталь Андере[исп.] — Сандра Мадариага

### Вторичный
- Шерлин — Магос
- Венди Гонсалес — Бриса Пачеко
- Сильвия Паскель — Эльза Гутьеррес де Лопес
- Рикардо Фастлихт — Элиас Мерчант
- Диего де Эрисе — Браулио Монкада
- Патрисио Боргетти — Нестор Акоста
- Эдди Вилард — Алехандро де Толедо-и-Мондрагон Касабланка
- Габриэла Платас — Беатрис Касабланка де Толедо-и-Мондрагон
- Лус Элена Гонсалес — Хесуса
- Макария — Фатима

## Награды и премии
Теленовелла «Лучше умереть, чем быть как Личита» была номинирована 23 раза на 6 различных премий, из которых 9 стали выигрышными.

## Показ
| Страна                   | Телеканал              | Заглавие                 | Год  |
| ------------------------ | ---------------------- | ------------------------ | ---- |
| Мексика                  | Canal de las Estrellas | Antes muerta que Lichita | 2015 |
| Коста-Рика               | Repretel               | Antes muerta que Lichita | 2015 |
| США                      | Univision              | Antes muerta que Lichita | 2015 |
| Доминиканская Республика | Telemicro              | Antes muerta que Lichita | 2015 |
| Панама                   | RPC TV Canal 4         | Antes muerta que Lichita | 2016 |